# Vračara
Vračara ou Baba Hrka,  en cyrillique serbe Врачара ou Баба Хрка ("La Sorcière" ou "La Diseuse de bonne aventure", en slovène Čarovnica), est une opérette de Matei Millo, présentée  pour la première fois le 3 mai 1882 à Belgrade sur une musique de Davorin Jenko. Elle passe pour la première opérette de Serbie.
L'intrigue est reprise de Baba Hârca ("Baba la Vieille sorcière"),  la première opérette roumaine, par le même Matei Millo et le compositeur Alexandru Flechtenmacher, dont la Première eut lieu le 26 décembre 1848 au Théâtre National de Iași.
Baba la sorcière est un personnage des contes traditionnels roumains, qui se cache dans les eaux calmes d'une grotte,  et qui donne parfois des conseils  à des héros positifs engagés dans quelque lutte : c'est donc un personnage bénéfique, même si elle vole les étoiles du ciel.